# ایلیا زاخاروف
ایلیا زاخاروف (روسی: Илья Леонидович Захаров؛ زادهٔ ۲ مهٔ ۱۹۹۱) شیرجه‌رو اهل روسیه است.
وی همچنین برندهٔ جوایزی همچون نشان دوستی شده‌است.
وی در مسابقات کشوری و بین‌المللی در مجموع برندهٔ ۱۴ مدال طلا، ۱۳ مدال نقره، ۴ مدال برنز شده‌است.